# Culinária de Angola

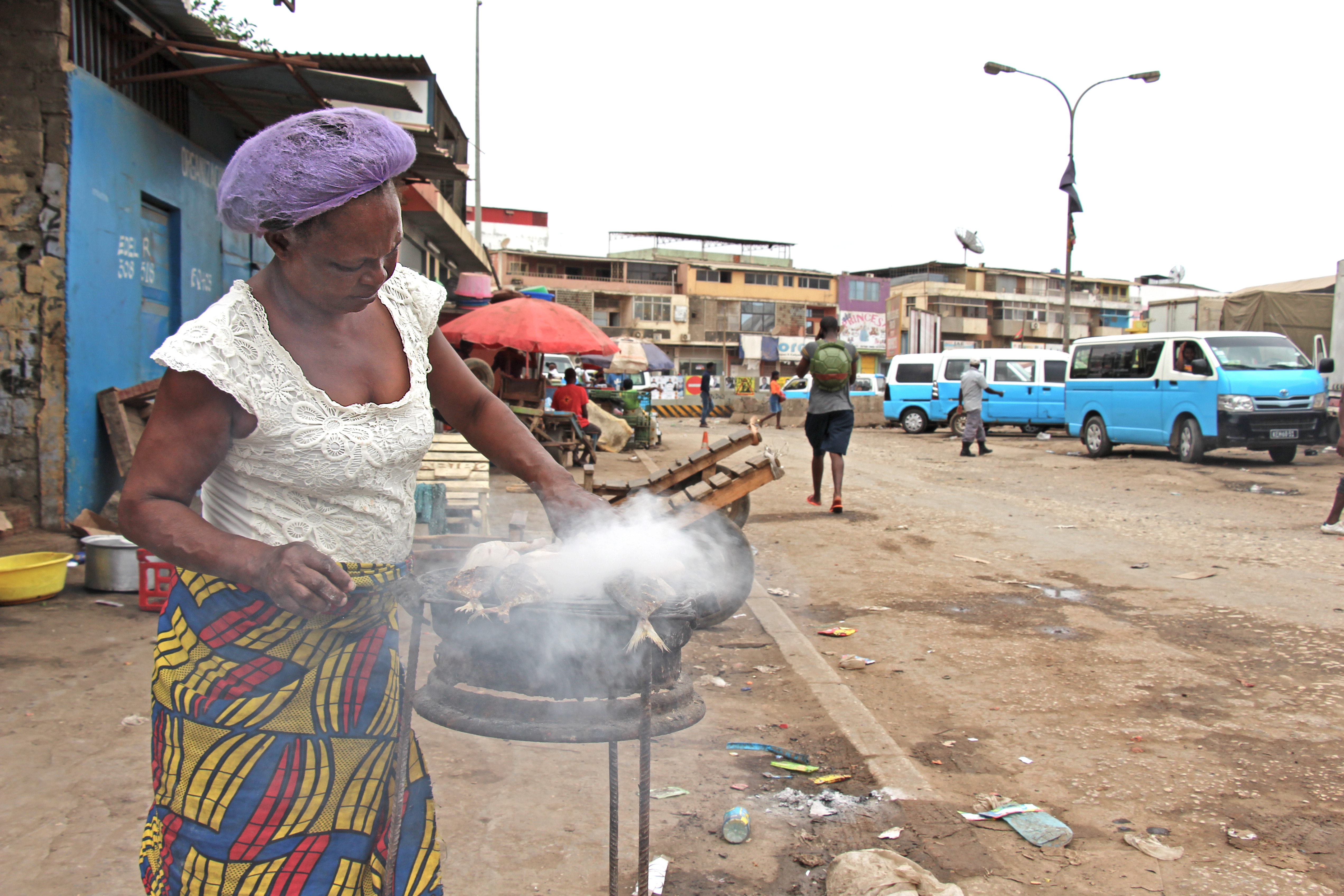
Cozinheira de rua em Angola

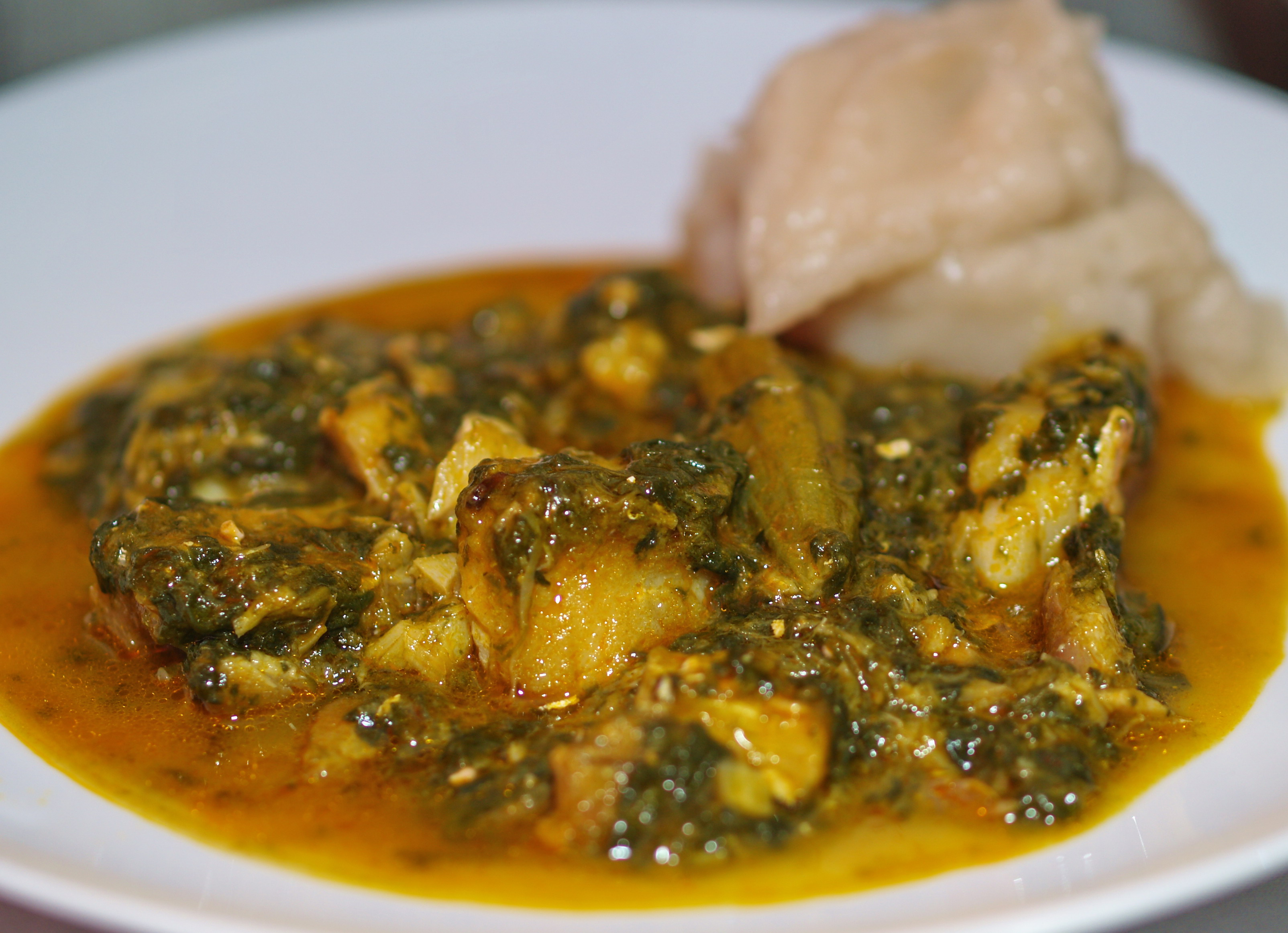
Calulu

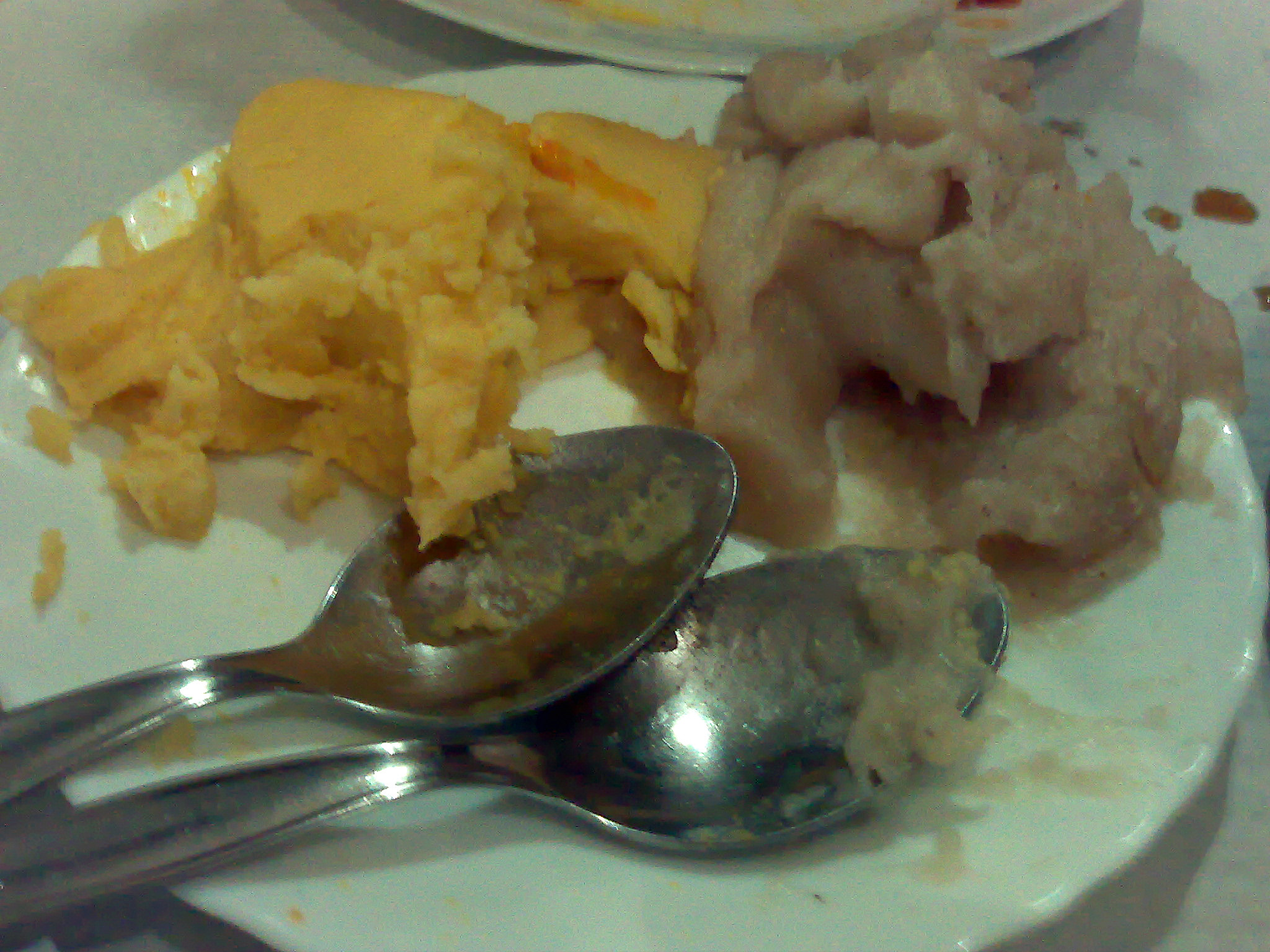
Funge

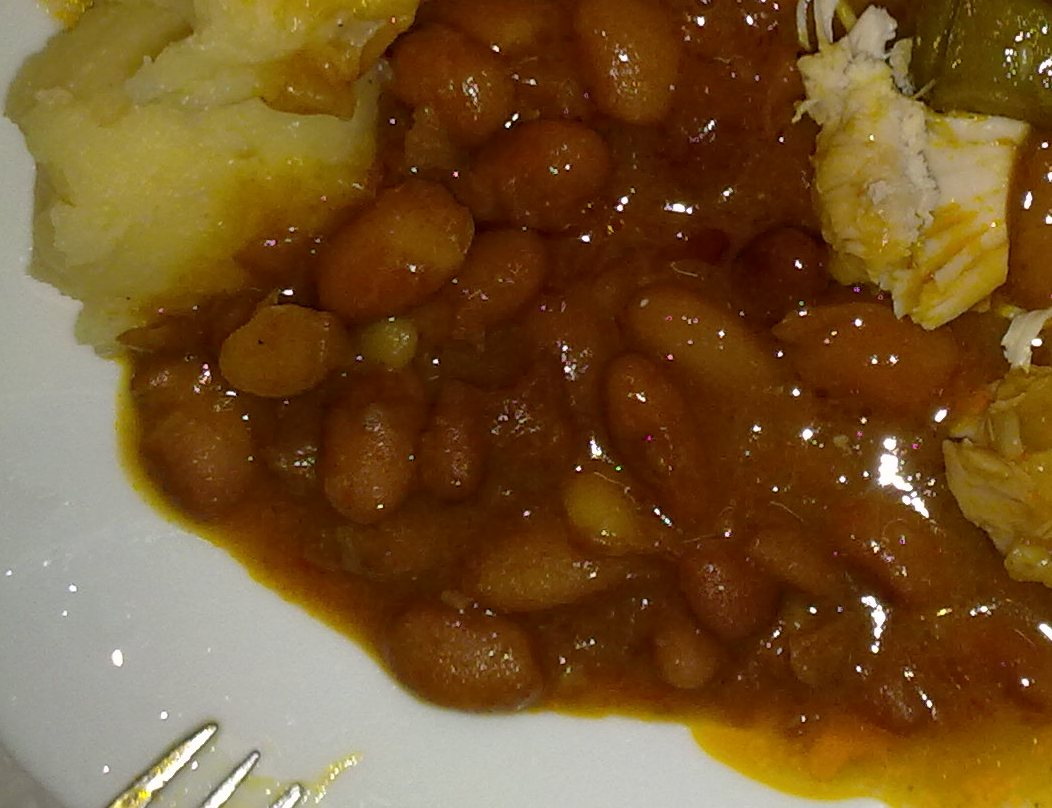
Feijão com óleo de palma

A culinária tradicional de Angola é influenciada pela tradicional culinária africana, tendo também recebido uma forte influência da culinária portuguesa e da culinária brasileira.
Os ingredientes mais comumente utilizados são cereais cultivados há séculos no país, entre eles sorgo, painço e milho, além de feijão frade, lentilha, inhame, dinhungo (abóbora-carneira) e quiabo. Entre as frutas, os destaques são para a melancia, o tamarindo e a múcua (fruto do imbondeiro). O azeite de dendê (óleo de palma) é importante no preparo de várias receitas.
O prato mais popular em Angola é o funge, uma massa cozida de farinha de milho ou de mandioca. Pode acompanhar carne ou peixe. Outra receita tradicional é a muamba, que pode ser preparados com galinha, e peixes.
A gastronomia angolana tem sido bastante difundida por influenciadores como Mamã Kuiba.

## Pratos típicos
Além do funge e da muamba, fazem parte da cozinha tradicional angolana, entre outros:< 
- Calulu
- Cocada
- Quissangua (bebida preparada com água, farinha de mandioca e açúcar)
- Feijão com óleo de palma
- Gonguenha (feijão, abóbora e caldo de ossos)
- Moqueca
- Mututo (planta cujas folhas são preparadas como guisado, tempearado com tomate, cebola, alho e louro)
- Mufete
- Pirão
- Quibeba (guisado de choco, peixe, feijão ou carne seca, acompanhado de mandioca, batata-doce ou dinhungo)
- Sumatena ou Súmate (peixe seco ou carne seca assado  na brasa, com molho de água morna dinhungo)
- Cabritê ( carne de cabrito grelhada, geralmente acompanhada com a quiquanga)
- Magoga ( frango frito desfiado no pão com sala de cenora e repolho)